# Belal Muhammad
Pour les articles homonymes, voir Muhammad (homonymie).
Belal Muhammad, né le 9 juillet 1988 à Chicago dans l’Illinois, est un pratiquant d'arts martiaux mixtes (MMA) américain d'origine palestinienne.  Il est l'ancien champion de la catégorie des poids mi-moyens de l'Ultimate Fighting Championship (UFC). Il est aussi dans le classement pound-for-pound de l'Ultimate Fighting Championship, où il est actuellement classé 12e.

## Jeunesse
Belal Muhammad naît le 9 juillet 1988 à Chicago, dans l'Illinois, aux États-Unis, de parents palestiniens. Il a quatre frères et sœurs : un frère aîné, une sœur aînée et deux frères cadets. Il pratique la lutte à la Bogan High School et fréquente l'université de l'Illinois à Urbana-Champaign (UIUC), de laquelle il sort diplômé.

## Carrière dans les arts martiaux mixtes

### Débuts (2012-2016)
Le 18 août 2012, il bat l'Américain Justin Brock par KO technique. Le 14 décembre 2012, il bat l'Américain Quinton McCottrell par décision unanime.
Le 6 avril 2013, il bat l'Américain Jimmy Fritz par KO technique. Le 9 novembre 2013, il bat l'Américain Garrett Gross par décision unanime.
Le 14 mars 2014, il bat l'Américain A.J. Matthews par décision unanime. Le 13 septembre 2014, il bat l'Américain Chris Curtis par décision unanime.
Le 20 mars 2015, il bat l'Américain Keith Johnson par décision unanime. Le 19 septembre 2015, il bat l'Américain Zane Kamaka par décision unanime. 
Le 30 avril 2016, il bat l'Américain Steve Carl par KO technique.

### Ultimate Fighting Championship (depuis 2016)
Durant le mois de mai 2016, Belal Muhammad signe un contrat avec l'Ultimate Fighting Championship (UFC).
Le 7 juillet 2016, il perd face à l'Américain Alan Jouban par décision unanime. Sa prestation est désignée Combat de la soirée. Le 17 septembre 2016, il bat le Mexicain Augusto Montaño par KO technique. Le 12 novembre 2016, il perd face au Brésilien Vicente Luque par KO.
Le 11 février 2017, il bat le Jamaïcain Randy Brown par décision unanime. Le 8 juillet 2017, il bat le Canadien Jordan Mein par décision unanime. Le 19 novembre 2017, il bat l'Américain Tim Means par décision partagée.
Le 1er juin 2018, il bat l'Américain Chance Rencountre par décision unanime.
Le 19 janvier 2019, il perd face à l'Américain Geoff Neal par décision unanime. Le 13 avril 2019, il bat l'Américain Curtis Millender par décision unanime. Le 7 septembre 2019, il bat le Japonais Takashi Sato par soumission. Sa prestation est désignée Performance de la soirée.
Le 20 juin 2020, il bat l'Américain Lyman Good par décision unanime. 
Le 13 février 2021, il bat le Brésilien Dhiego Lima par décision unanime. Le 13 mars 2021, il affronte l'Anglais Leon Edwards à Las Vegas, dans le Nevada. Le combat est jugé sans décision à la suite d'un doigt dans l'œil de la part de son adversaire. Le 12 juin 2021, il bat le Brésilien Demian Maia par décision unanime. Le 18 décembre 2021, il bat l'Américain Stephen Thompson par décision unanime.
Le 16 avril 2022, il bat pour la deuxième fois le Brésilien Vicente Luque par décision unanime. Le 22 octobre 2022, il bat l'Américain Sean Brady par KO technique. Sa prestation est désignée Performance de la soirée.
Le 6 mai 2023, il bat le Brésilien Gilbert Burns par décision unanime.
Le 28 juillet 2024, il bat le champion Leon Edwards et remporte le titre des poids mi-moyens de l'UFC par décision unanime. Il devient alors le premier champion palestinien de l'UFC.

## Vie privée
Belal Muhammad est Palestinien. Il affiche le drapeau palestinien lors de ses entrées dans l'octogone et après ses combats.
Il dénonce également les attaques israéliennes sur la bande de Gaza, manifestant son soutien aux Palestiniens tout en condamnant les réactions antisémites des manifestants.
Le 1er juin 2020, des commerces appartenant au père et aux cousins de Belal Muhammad à Chicago sont pillés et détruits à la suite des protestations provoquées par le meurtre de George Floyd.
Belal Muhammad est musulman.

## Palmarès en arts martiaux mixtes

### Distinctions
- Ultimate Fighting Championship
  - Combat de la soirée (× 1) : face à Alan Jouban[16].
  - Performance de la soirée (× 2) : face à Takashi Sato et Sean Brady[26],[34].

### Historique des combats
| 29 combats     | 24 victoires | 4 défaites |
| Par KO         | 5            | 1          |
| Par soumission | 1            | 0          |
| Sur décision   | 18           | 3          |
| Sans décision  | 1            | 1          |

| Résultat      | Record   | Adversaire           | Méthode                           | Événement                                 | Date              | Round | Temps | Lieu                           | Notes                                                            |
| ------------- | -------- | -------------------- | --------------------------------- | ----------------------------------------- | ----------------- | ----- | ----- | ------------------------------ | ---------------------------------------------------------------- |
| Défaite       | 24-4 (1) | Jack Della Maddalena | Décision unanime                  | UFC 315 : Muhammad contre Della Maddalena | 11 mai 2025       | 5     | 5:00  | Montréal, Canada               | Perd le titre des poids mi-moyens de l'UFC. Combat de la soirée. |
| Victoire      | 24-3 (1) | Leon Edwards         | Décision unanime                  | UFC 304: Edwards vs. Muhammad II          | 27 juillet 2024   | 5     | 5:00  | Manchester, Angleterre         | Remporte le titre des poids mi-moyens de l'UFC.                  |
| Victoire      | 23-3 (1) | Gilbert Burns        | Décision unanime                  | UFC 288: Sterling vs. Cejudo              | 6 mai 2023        | 5     | 5:00  | Newark, New Jersey             |                                                                  |
| Victoire      | 22-3 (1) | Sean Brady           | TKO (coups de poing)              | UFC 280: Oliveira vs. Makhachev           | 22 octobre 2022   | 2     | 4:47  | Abou Dabi, Émirats arabes unis | Performance de la soirée.                                        |
| Victoire      | 21-3 (1) | Vicente Luque        | Décision unanime                  | UFC on ESPN: Luque vs. Muhammad II        | 16 avril 2022     | 5     | 5:00  | Las Vegas, Nevada              |                                                                  |
| Victoire      | 20-3 (1) | Stephen Thompson     | Décision unanime                  | UFC Fight Night: Lewis vs. Daukaus        | 18 décembre 2021  | 3     | 5:00  | Las Vegas, Nevada              |                                                                  |
| Victoire      | 19-3 (1) | Demian Maia          | Décision unanime                  | UFC 263: Adesanya vs. Vettori IU          | 12 juin 2021      | 3     | 5:00  | Glendale, Arizona              |                                                                  |
| Sans décision | 18-3 (1) | Leon Edwards         | NC (doigt dans l'œil)             | UFC Fight Night: Edwards vs. Muhammad     | 13 mars 2021      | 2     | 0:18  | Las Vegas, Nevada              |                                                                  |
| Victoire      | 18-3     | Dhiego Lima          | Décision unanime                  | UFC 258: Usman vs. Burns                  | 13 février 2021   | 3     | 5:00  | Las Vegas, Nevada              |                                                                  |
| Victoire      | 17-3     | Lyman Good           | Décision unanime                  | UFC on ESPN: Blaydes vs. Volkov           | 20 juin 2020      | 3     | 5:00  | Las Vegas, Nevada              |                                                                  |
| Victoire      | 16-3     | Takashi Sato         | Soumission (étranglement arrière) | UFC 242: Khabib vs. Poirier               | 7 septembre 2019  | 3     | 1:55  | Abou Dabi, Émirats arabes unis | Performance de la soirée.                                        |
| Victoire      | 15-3     | Curtis Millender     | Décision unanime                  | UFC 236: Holloway vs. Poirier II          | 13 avril 2019     | 3     | 5:00  | Atlanta, Géorgie               |                                                                  |
| Défaite       | 14-3     | Geoff Neal           | Décision unanime                  | UFC Fight Night: Cejudo vs. Dillashaw     | 19 janvier 2019   | 3     | 5:00  | Brooklyn, État de New York     |                                                                  |
| Victoire      | 14-2     | Chance Rencountre    | Décision unanime                  | UFC Fight Night: Rivera vs. Moraes        | 1er juin 2018     | 3     | 5:00  | Utica, État de New York        |                                                                  |
| Victoire      | 13-2     | Tim Means            | Décision partagée                 | UFC Fight Night: Werdum vs. Tybura        | 19 novembre 2017  | 3     | 5:00  | Sydney, Australie              |                                                                  |
| Victoire      | 12-2     | Jordan Mein          | Décision unanime                  | UFC 213: Romero vs. Whittaker             | 8 juillet 2017    | 3     | 5:00  | Las Vegas, Nevada              |                                                                  |
| Victoire      | 11-2     | Randy Brown          | Décision unanime                  | UFC 208: Holm vs. de Randamie             | 11 février 2017   | 3     | 5:00  | Brooklyn, État de New York     |                                                                  |
| Défaite       | 10-2     | Vicente Luque        | KO (coups de poing)               | UFC 205: Alvarez vs. McGregor             | 12 novembre 2016  | 1     | 1:19  | New York, État de New York     |                                                                  |
| Victoire      | 10-1     | Augusto Montaño      | TKO (coups de poing)              | UFC Fight Night: Poirier vs. Johnson      | 17 septembre 2016 | 3     | 4:19  | Hidalgo, Texas                 |                                                                  |
| Défaite       | 9-1      | Alan Jouban          | Décision unanime                  | UFC Fight Night: dos Anjos vs. Alvarez    | 7 juillet 2016    | 3     | 5:00  | Las Vegas, Nevada              | Combat de la soirée.                                             |
| Victoire      | 9-0      | Steve Carl           | TKO (coups de poing)              | Titan FC 38                               | 30 avril 2016     | 4     | 4:07  | Miami, Floride                 |                                                                  |
| Victoire      | 8-0      | Zane Kamaka          | Décision unanime                  | Titan FC 35                               | 19 septembre 2015 | 3     | 5:00  | Ridgefield, Washington         |                                                                  |
| Victoire      | 7-0      | Keith Johnson        | Décision unanime                  | Titan FC 33                               | 20 mars 2015      | 3     | 5:00  | Mobile, Alabama                |                                                                  |
| Victoire      | 6-0      | Chris Curtis         | Décision unanime                  | Hoosier Fight Club 21                     | 13 septembre 2014 | 3     | 5:00  | Valparaiso, Indiana            |                                                                  |
| Victoire      | 5-0      | A.J. Matthews        | Décision unanime                  | Bellator 112: Straus vs. Curran 3         | 14 mars 2014      | 3     | 5:00  | Hammond, Indiana               |                                                                  |
| Victoire      | 4-0      | Garrett Gross        | Décision unanime                  | Hoosier Fight Club 18                     | 9 novembre 2013   | 3     | 5:00  | Valparaiso, Indiana            |                                                                  |
| Victoire      | 3-0      | Jimmy Fritz          | TKO (coups de poing)              | Hoosier Fight Club 15                     | 6 avril 2013      | 2     | 2:19  | Valparaiso, Indiana            |                                                                  |
| Victoire      | 2-0      | Quinton McCottrell   | Décision unanime                  | Bellator 84                               | 14 décembre 2014  | 3     | 5:00  | Hammond, Indiana               |                                                                  |
| Victoire      | 1-0      | Justin Brock         | TKO (coups de poing)              | Hoosier Fight Club 12                     | 18 août 2012      | 1     | 2:17  | Valparaiso, Indiana            | Début en poids mi-moyens.                                        |